# Swona
Swona (Svíney in Norreno) è un'isola disabitata delle Orcadi, situata a nord delle coste scozzesi, subito sopra l'isola di Stroma.

## Geografia e geologia
Swona è la più settentrionale di due isole del Pentland Firth, che sta tra le Orcadi e Caithness, sulla terraferma scozzese. Sorge vicino all'approdo meridionale di Scapa Flow, ad ovest di South Ronaldsay.
Situata nel mezzo delle correnti marine del Pentland Firth, una corrente di marea è presente sia alle estremità settentrionale e meridionale dell'isola. Tra le correnti vi è un gorgo che va controcorrente mentre la marea si intensifica. Le correnti sono molto visibili, con mulinelli e gorghi, e sono anche presenti grandi cavalloni, specialmente in caso di cattive condizioni meteo. Quando entrano o lasciano i mulinelli nell'attraversare le correnti di marea, anche le imbarcazioni di dimensioni maggiori possono essere spinte fuori rotta
Swona misura circa 2 km di lunghezza per circa 0,8 km di larghezza, con una massima altezza di circa 41 metri sul livello del mare, ed un'area di 92 ettari. È costituita da Old Red Sandstone, con scogliere sulla costa est.
Amministrativamente fa parte delle isole Orcadi, mentre Stroma, a sud, fa parte della regione delle Highland (e, tradizionalmente, è parte di Caithness). Non vi sono accessi regolari per l'isola, tuttavia i Pentland Ferries che partono dalla baia di Gills, presso John o' Groats, diretti a St Margaret's Hope, passano vicino all'isola, a seconda della direzione delle maree del momento.
Nel 2005 Swona era proprietà di due agricoltori delle Orcadi, ma non era coltivata a causa della difficoltà di accesso. Risulta essere un Sito di Interesse Scientifico Speciale (SSSI) ed è un'area protetta per il suo contenuto di piante rare.

## Storia
L'isola prende il nome dalla parola antico-norrena Svíney o Swefney, che significa "Isola dei Suini".
Esiste un'isola con un nome simile, Svínoy, nelle Isole Faroe.
Sull'isola sono presenti resti preistorici, pre-norreni e norreni come anche i resti di insediamenti più recenti, che comprendeva anche una mandria di bovini selvatici. L'isola fu popolata circa dall'anno 500 avanti Cristo fino al 1974.
A Swona furono costruite barche per moltissimi anni; l'ultima di queste, chiamata Hood, si può vedere sulla spiaggia ghiaiosa dal pontile. Non è più adatta a navigare, in quanto è stata danneggiata dagli animali selvatici; il pontile e la barca possono essere visti durante il passaggio davanti all'isola attraverso una breccia nelle rocce presso l'estremità nord dell'isola, sul lato est. In quest'area è anche possibile vedere l'ultima casa ad essere abitata sull'isola.
L'isola fu teatro di molti naufragi causati dalle forti correnti del Pentland Firth. Nel 1931 una nave merci danese da 6.000 tonnellate, chiamata Pennsylvania, naufragò sull'isola. Il giornale delle Orcadi dell'epoca scrisse che era una delle navi più ricche mai naufragate nell'area. Dopo il recupero, il relitto venne acquistato da un gruppo di uomini di Stroma e Swona.
Il faro Swona Minor fu costruito nel 1906 sull'angolo sud-occidentale di Swona; in origine era una torre in ghisa, sostituita poi negli anni '80 da una torre quadrata in cemento rinforzato. Il faro di Stroma, di epoca precedente, fu costruito nel 1896 e si trova all'estremità settentrionale dell'isola di Stroma.
Nell'estate 1973 Arthur Rosie lasciò l'isola e morì poco dopo; James e Violet Rosie (fratello e sorella) la lasciarono nel marzo 1974. James aveva la malattia di Parkinson e morì nel 1976 per un'ulcera perforante allo stomaco. Violet morì nel 1984 a South Ronaldsay; essi non fecero più ritorno sull'isola dopo che l'ebbero lasciata. Molte delle abitazioni, sebbene già in cattive condizioni, sono ancora nelle condizioni in cui sono state lasciate, e si possono vedere ancora oggi.

## Fauna

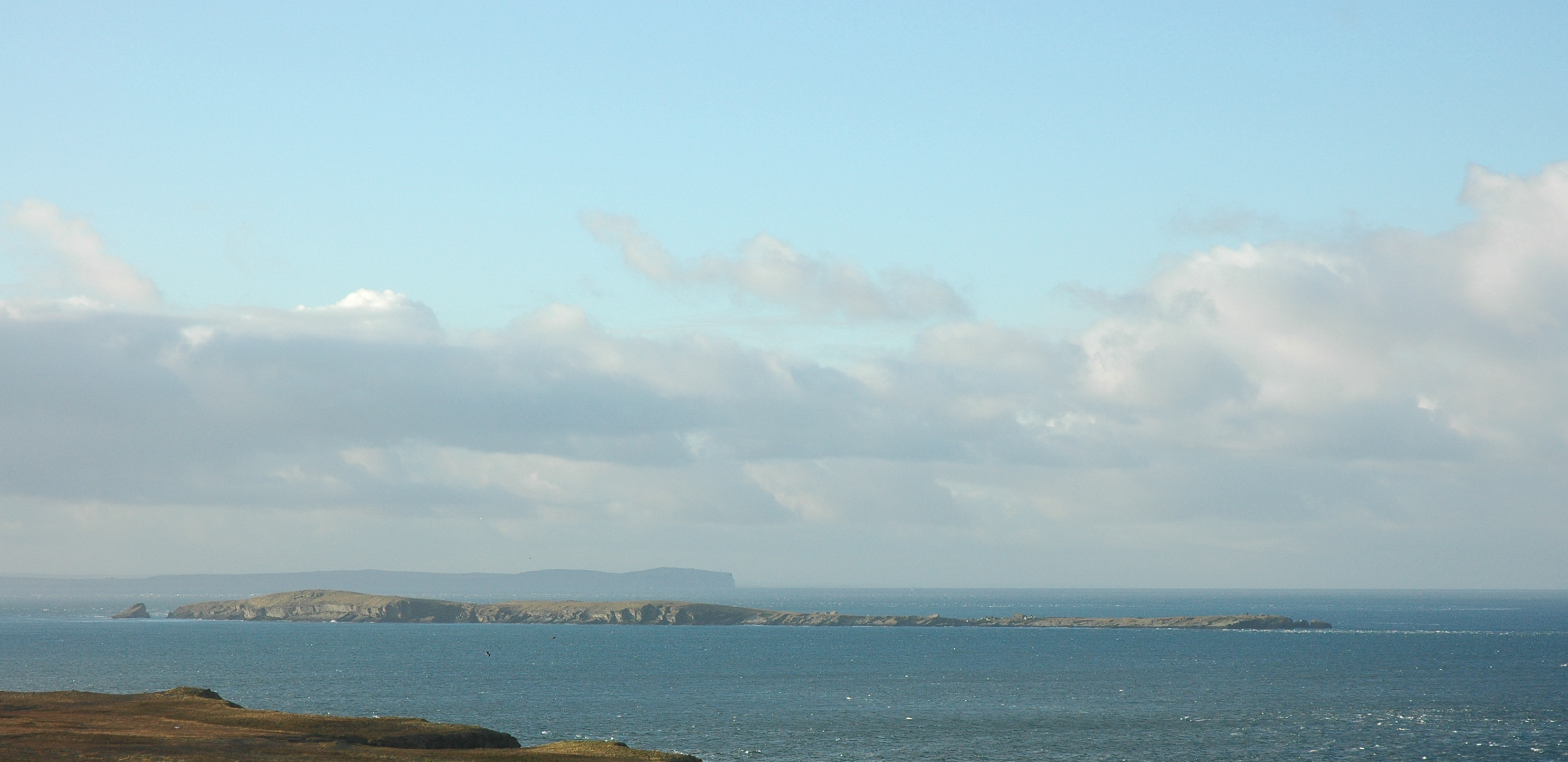
Swona vista da South Ronaldsay

Quando la popolazione abbandonò l'isola, vennero lasciati un gruppo di bovini, 8 mucche e un toro (un incrocio tra Shorthorn e Aberdeen Angus). Cinque generazioni dopo, nel 2004, il bestiame era divenuto selvatico ma si trovava in buona salute, ed è oggi classificato come una nuova specie nel World Dictionary of Livestock Breeds. Allora, consisteva di dieci tori, quattro mucche e due vitelli; ogni primavera nascono due vitelli, anche se non tutti riescono a raggiungere la maturità. Il bestiame non viene nutrito con cibo aggiuntivo, anche se viene controllato da un veterinario ogni anno. Gli animali si distinguono per la robustezza, facilità di parto e nessun intervento umano, nutrendosi di erba e alghe. Avendo vissuto separati dalla terraferma per un così lungo periodo, sono completamente privi di malattie e sono tornati al comportamento selvatico: a causa di questo, sono stati presi campioni di DNA dalle orecchie di alcuni capi deceduti. In estate, il gruppo di animali staziona solitamente al centro dell'isola.
Nel 2012 la mandria contava 17 animali. Questo sembra essere il numero massimo che l'isola riesce a sostentare.